# Pacific Rugby Cup 2010
El Pacific Rugby Cup del 2010 fue la quinta edición del torneo de rugby en el que la disputaron 6 equipos.
En esta edición el torneo se disputó con franquicias establecidas en Fiyi, Samoa y Tonga.
El campeón de la competencia fueron los fiyianos Fiji Warriors, quienes obtuvieron el bicampeonato.

## Equipos participantes
- Savaii Samoa
- Upolu Samoa
- Fiji Warriors
- Fiji Barbarians
- Tau'uta Reds
- Tautahi Gold

## Clasificación
| Pos. | Equipo          | Encuentros | Encuentros | Encuentros | Encuentros | Tantos  | Tantos    | Tantos     | Puntos Bonus | Puntos Totales |
| Pos. | Equipo          | jugados    | ganados    | empatados  | perdidos   | a favor | en contra | diferencia | Puntos Bonus | Puntos Totales |
| ---- | --------------- | ---------- | ---------- | ---------- | ---------- | ------- | --------- | ---------- | ------------ | -------------- |
| 1    | Fiji Warriors   | 5          | 4          | 0          | 1          | 155     | 73        | +82        | 3            | 19             |
| 2    | Fiji Barbarians | 5          | 4          | 0          | 1          | 145     | 116       | +29        | 3            | 19             |
| 3    | Tautahi Gold    | 5          | 3          | 0          | 2          | 102     | 93        | +9         | 2            | 14             |
| 4    | Savaii Samoa    | 5          | 2          | 0          | 3          | 105     | 110       | −5         | 2            | 10             |
| 5    | Upolu Samoa     | 5          | 1          | 0          | 4          | 94      | 122       | −28        | 3            | 7              |
| 6    | Tau'uta Reds    | 5          | 1          | 0          | 4          | 82      | 169       | −87        | 1            | 5              |

Nota: Se otorgan 4 puntos al equipo que gane un partido y 2 al que empate
Puntos Bonus: 1 punto por convertir 4 tries o más en un partido y 1 al equipo que pierda por no más de 7 tantos de diferencia
|  | Finalista |

### Final
| 10 de mayo | Fiji Warriors | 26 - 17 | Fiji Barbarians | National Stadium, Suva |  |

| Bandera de Fiyi       |
| Campeón Fiji Warriors |
| Segundo título        |